# Pristimantis mariaelenae
Pristimantis mariaelenae é uma espécie de anfíbio anuro da família Strabomantidae. Está presente no Peru. A UICN classificou-a como vulnerável.